# 托尔特宰
托尔特宰（法語：Tortezais，法語發音：[tɔʁtəzɛ]）是法国阿列省的一个市镇，位于该省中部偏西，属于蒙吕松区。

## 地理
托尔特宰（46°27'9"N, 2°51'28"E）面积24.11 平方千米，位于法国奥弗涅-罗讷-阿尔卑斯大区阿列省，该省份为法国中部省份，北起涅夫勒省、西北接谢尔省，西南至克勒兹省，南至多姆山省，东南临卢瓦尔省，东临索恩-卢瓦尔省。
与托尔特宰接壤的市镇（或旧市镇、城区）包括：比克西耶尔莱米讷、阿列省科讷、米拉、索瓦尼、维约尔、阿列自由城。

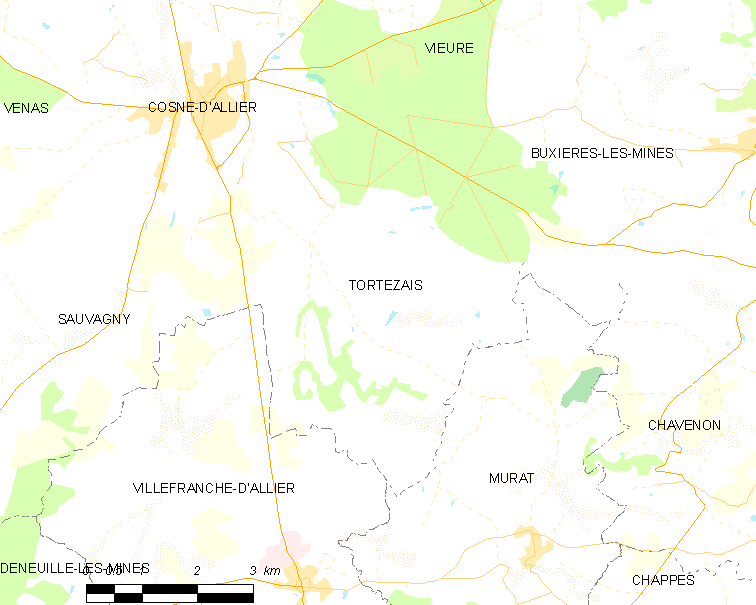
托尔特宰的OSM定位图

托尔特宰的时区为UTC+01:00、UTC+02:00（夏令时）。

## 行政
托尔特宰的邮政编码为03430，INSEE市镇编码为03285。

## 政治
托尔特宰所属的省级选区为于列勒县。

## 人口

1962-2008年间托尔特宰人口变化图示

托尔特宰于2022年1月1日时的人口数量为175人。